# 布坎南縣 (密蘇里州)
布坎南縣（英語：Buchanan County）是美国密蘇里州西北部的一個縣，西隔密苏里河鄰堪薩斯州，面積1,074平方公里。根據2020年美國人口普查，共有人口84,793人。縣治聖約瑟夫（Saint Joseph）。該縣成立於1838年12月31日，縣名原為羅伯茨縣（Roberts County），以紀念一名殖民者。1839年改名，紀念後來成為第十五任美国总统的聯邦參議員詹姆斯·布坎南。